# Északnyugat-szíriai hadjárat (2017. október – 2018. február)
Az északnyugat-szíriai hadjárat (2017. október – 2018. február) nagyméretű katonai hadművelet volt, mely az ISIL által a Tahrir al-Sham (HTS) ellenőrizte területek ellen indított támadással kezdődött Hamá kormányzóság északi részén. A Szíriai Arab Hadsereg is megindította a saját támadását a területen a HTS és egyéb felkelői csoportok ellen. A hadjáratra Hamá, Idlib és Aleppó területén került sor.

## Az offenzíva

### Az ISIL és a Hadsereg előretörése

Az ISIL és a HTS kezdeti összecsapásai

Október 9-én az ISIL megtámadta a HTS-t Hamá északkeleti, vidékies területein, az Idlib kormányzósággal közös deli közigazgatási határa mentén. Az ISIL azon tagjai, akik megtámadták a HTS-t, állítólag Salamiyah területétől keletre behatoltak Észak-Hamába, ahol a Szíriai Hadsereg tartotta őket ostrom alatt. Az egyik ellenzéki aktivista azt állította, a szíriai haderő egy 13 km-es sávot szabadon hagyott, hogy az ISIL itt léphessen be a HTS területére. Az ISIL több mint egy tucat falut elfoglalt, amik között ott volt Rahjan is, mielőtt a HTS egy ellentámadást indított volna, ami alapján elfoglalt öt falut. A következő két hétben tovább folytak a harcok, ami közben a HTS 11 további falut szerzett meg, melyek között ott volt Rahjan.
Október 22-től a kormány heves légi támadásokat indított a HTS állásai ellen a területen, és október 24-én szárazföldi támadás is indult Ithriya irányából. A Szíriai Hadsereg kihasználta az ISIL és a HTS közötti harcokat, és gyorsan több helyszínt is elfoglalt az ISIL-től. A hadsereg támadásának végső célja Idlib kormányzóság keleti felén az Abu al-Duhur Katonai Repülőtér visszafoglalása vagy az ISIL-nek a Hamából Idlibbe történő kiűzése volt. Azon a napon, mikor a Hadsereg megkezdte a szárazföldi hadműveletét, visszaverték az ISIL egyik kísérletét, mellyel a HTS soraiba akart beférkőzni. Miközben egyre fokozódott a Hadsereg jelenléte, úgy folytatódtak az ISIL és a HTS között a harcok. A jelentések arról szóltak október 26-án, hogy a Hadsereg és az ISIL közti harcok lecsillapodtak. Október 28-ig több mint 350 légi támadást hajtottak végre, a hadsereg pedig 6-10 falut tudott elfoglalni a HTS-től és az ISIL-től, Október 27-28. éjszaka a Szíriai Hadsereg 3. és 4. osztaga megközelítette Rahjan falut.
Október 30-án heves harcok voltak. Mind a Szíriai Hadsereg, mind az ISIL próbált területet szerezni a HTS-től, miközben ők a többiek kárára próbáltak terjeszkedni. Október 31-én és november 1-én a Hadsereg öt illetve hét falut szerzett meg a HTS-től. A jelentések szerint a HTS eközben két falut foglalt el az ISIL-től, akiknek innét vissza kellett vonulnia.
November 2-án a Hadsereg egy eltérő irányból indított harcot, négy falut megtámadott és elfoglalt, többek között Aleppó déli vidékén a felkelők egyik erődítményének számító Al-Rashadiyah falut. Másnap azonban a HTS ellentámadást indított, és minden, korábban elvesztett területet visszafoglalt.
November 3-án a Kalamúni Pajzs Erők és a Köztársasági Gárda lényegében egy órányi harc után elfoglalta Al-Shakusiyah falut a HTS-től. Nagy veszteségeket kellett itt elszenvedniük, mert a HTS és a Szabad Szíriai Hadsereg tankelhárító rakétákat lőtt ki, és tüzérséget is bevetett. A falu elfoglalása miatt a Szíriai Hadseregnek Rahjan keleti külterületeire kellett visszahúzódni. A jelentések szerint november 4-től 7-ig a kormány csapatai öt további falut szereztek meg. November 8-án a HTS elfoglalt egy hegyet, ahonnét kilátás nyílt a még az ISIL kezén lévő három falura.
November 13-án a kormányerők egy új szálon indítottak ostromot, és a következő két nap kilenc falut szereztek meg. Eközben november 14. és 16. között Sarha háromszor cserélt gazdát, míg végül a Hadseregé nem lett. A Hadsereg megtámadta a közeli Qasr Ali települést.

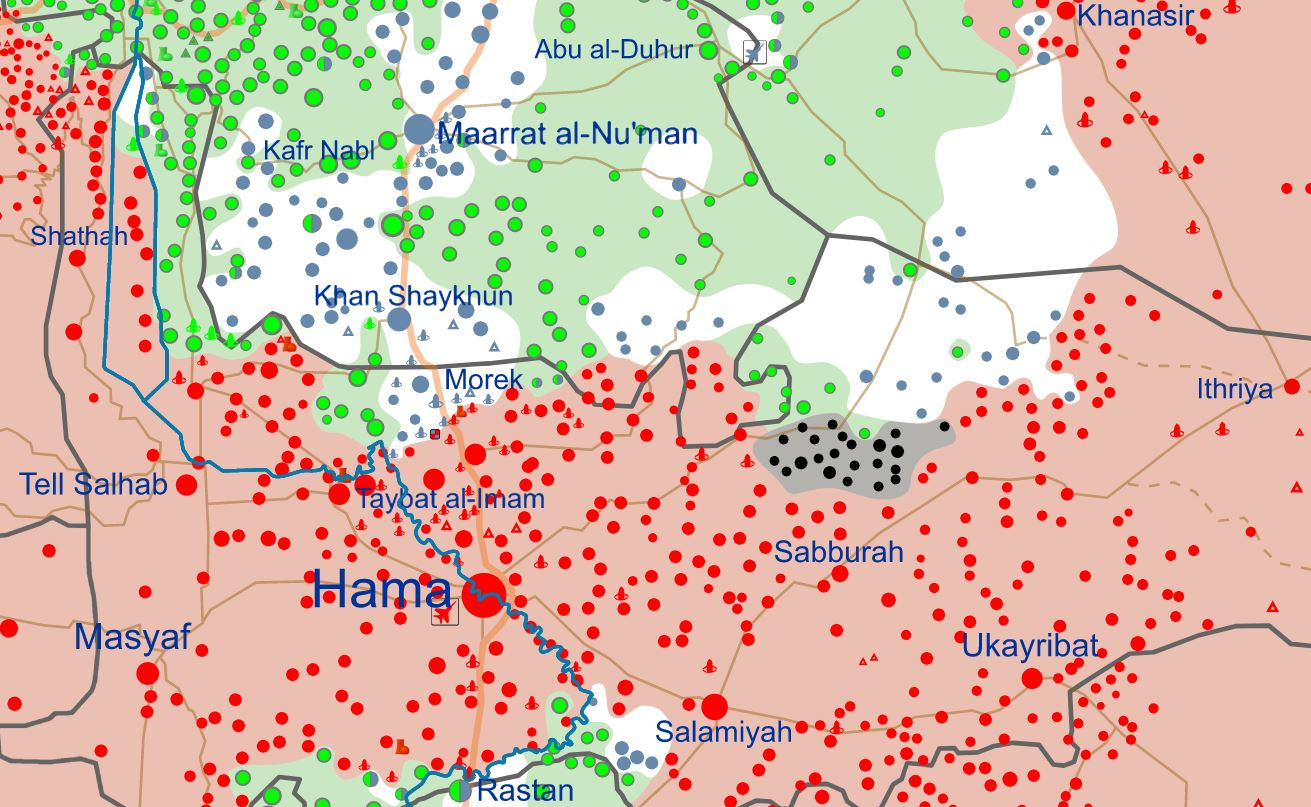
A katonai helyzet térképen Hamá kormányzóságban és Idlib kormányzóság deli részén, November 24-én: A kormány] kezén lévő területek (vörössel), az ISIL kezén lévő területek (feketével), a HTS területe fehérrel-szürkével, és a többi szíriai ellenzéki erő kezén lévő területek zölddel.

November 21-én a rossz időnek köszönhetően az ISIL kis területéről a HTS állásait támadta, és négy falut sikeresen elfoglalt. Ezzel együtt az ISIL egyik öngyilkos robbantója felgyújtotta az autóját Rahjan területén. Az ISIL másnap tovább folytatta az előretörését, és további kilenc falut szerzett meg. Eközben a Hadsereg megindította saját offenzívája utolsó felvonását. Rahjan szélétől már csak pár száz méter választotta el. Megtámadott és elfoglalt egy falut és egy közeli hegycsúcsot Aleppó déli területein, valamint 29 települést Hamá vidéki részén.
November 24-én az ISIL további területeket szerzett meg, és öt további falut foglalt el a HTS-től. Négy nappal később a HTS egy ellentámadásban kettőt visszaszerzett ezek közül. Eközben 28 napnyi macska-egér harcot követően a Hadsereg elfoglalt egy stratégiai hegycsúcsot Aleppó déli vidékén és így megnyílt az út a közeli Al-Rashadiyah város elfoglalása előtt. Ekkor a Hadsereg kitört Al-Rashadiyah belsejéből, négy további közeli falut elfoglalt a felkelőktől, és 20 km-re megközelítették az Abu al-Duhur légi bázist. A kormányerők úgyszintén területet szereztek Hamá vidéki részein. Egy azonnali felkelői ellentámadásban visszafoglaltak két falut Aleppó környékén, bár gyorsan olyan hírek érkeztek, melyek alapján a Hadsereg az egyiket már vissza is foglalta, a másodikért pedig harcok dúlnak.
December 3. és 5. között a Hadsereg háromszor próbálta meg bevenni Rahjan területét, de mindig csak bejutottak a városba, mielőtt visszaszorították volna őket.

### Behatolás Délkelet-Idlibbe

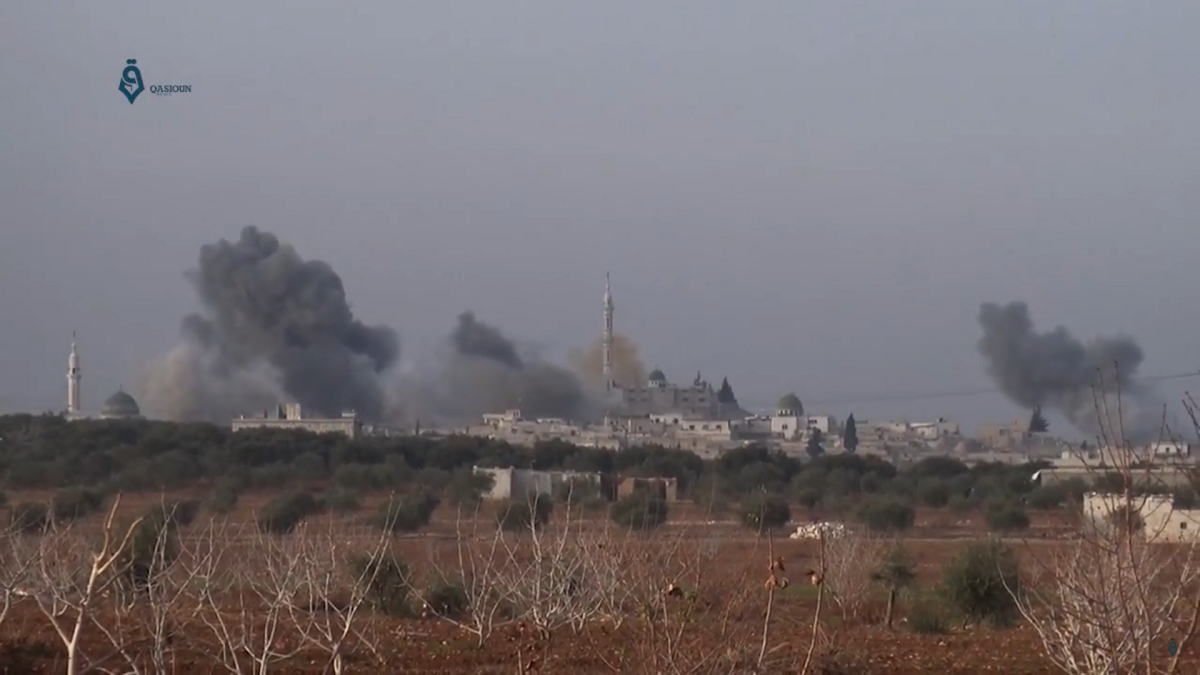
A Szíriai Légierő bombáz egy felkelői kézen lévő falut Idlib kormányzóságban

Ezzel egy időben a Szíriai Hadsereg úgy döntött, megkerüli a megerősített, a HTS kezén lévő Balil falut, ehelyett elmennek tőle keletre, így három falut és még kisebb egységeket megszereztek Idlib kormányzóság délkeleti felén, és délkeletről valamint délnyugatról körbevették Balilt. Eközben december 5-én az ISIL újabb helyeken nyert tereket a felkelők kárára, és 10 km-re megközelítette Idlib kormányzóság közigazgatási határait. Másnapra nyolc falut elfoglaltak. Az ISIL végül december 9-én érte el Idlib kormányzóságot, miközben kis ellenállást találva lerohant három falut és egy hegycsúcsot. December 10-én a felkelők erői még ki tudták űzni Idlibből az ISIL harcosait. Eközben a kormány seregei is jelentős előrelépést tudtak felmutatni Idlib kormányzóságban, december 9-10-én fél tucat falut foglaltak el. Három napnyi intenzív harc után az ISIL harcosai december 12-én elfoglalták Rasm Hammam falut a HTS csapataitól. A harcnak ebben a szakaszában sok civil lakos volt kénytelen elmenekülni. Az ENSZ menekültügyi főbiztosa 2018. január 4-i jelentése szerint november 1. és december 24. között.

### Harcok Délnyugat-Aleppóban
December közepére a harcok nagyobb része áttevődött Aleppó délnyugati részére, ahol a Szíriai Hadsereg december 14. és 19. között elfoglalt négy falut és két hegyet. A Hadsereg egyik december 20-i próbálkozását, mellyel az Aleppó kormányzóság délkeleti területein akarta elfoglalni Al-Ramleh faluját, a HTS visszaverte, és majdnem bekerítette a kormány csapatait. Hat tagjukat megölték, nyolc katonát pedig fogságba ejtettek.

### A Hadsereg megindul Abú al-Duhúr felé

A Hadsereg és az ISIL előretörése a HTS-szel szemben december 24-ig

Decemberben a kormánypárti erők megújult támadást indítottak, melynek fő célpontja a felkelők kezén lévő Abu al-Duhúr melletti légi bázis volt Idlib délkeleti szélén. Emellett biztosítani akarták a Damaszkuszt Aleppóval összekötő útvonalat. A Reuters szerint a kormány seregeit iráni milicisták és a Hezbollah csapatai is támogatták az offenzívában. A kormány és szövetségesei december 19-én elfoglalták a-Ruwaydah falut Idlibben, december 20-án pedig két légi támadást hajtottak végre Maar Shirin város egyik lakóövezeti területén, ahol a hírek szerint legalább 18 civilt megöltek, köztük 10 gyermeket.
December 20-án a HTS öt falut visszafoglalt az ISIL-től egy ellentámadásban, köztük azt a Rasm Hammam falut is, melyet az ISIL hamar ismét elfoglalt. December 26-án a Szíriai Hadsereg elfoglalta a Légvédelmi Ezred egyik bázisát (Zawr as Sus) és a Tell al-Aswad hegy tetejét. Aznap a HTS lelőtte a Szíriai Légierő egyik L–39 Albatrosát egy Sztrela-2 MANPADS-szal, egy pilótát el is fogtak, akit később ki is végeztek.
December 28-29-én intenzív orosz légi támadásokról érkeztek hírek, melyek központja a dél-idlibi Abu Dali falu volt. A Szíriai Hadsereg beszámolója szerint áttörték a felkelők seregeinek védvonalát, és elfoglaltak három falut, melyek közül az egyik Mushayrifah volt, később pedig behatoltak abba az Abu Dali városba, melyet a felkelői csapatok előzőleg már elhagytak. December 29-én a Tigris Erők vezetésével a Szíriai Hadsereg elfoglalta az Abu Dali mellett, attól délnyugatra fekvő Hamadaniyeh területét. A Tigris Erők két sikertelen korábbi próbálkozást követően elfoglalták a felkelők egyik több fedezékkel megerősített erődítményét Atshan belsejében. Később a 4. Osztag katonáinak segítségével bevették Abu Omar, Al-Saloumyah és Al-Jadouyah falvakat is.
Umm Elkhalayel, Niha, Hawa, Ard az-Zurzur, Mashraft al-Jouaan, Dreibiyeh és Umm Sehrij is aközött a vagy tucatnyi falu között volt, melyet a Szíriai Hadsereg 2018. január 1. és 3. között elfoglalt. Ekkoriban történt az is, mikor egy segélyszervezet ottani dolgozója szerint a régióban a kormánypárti erők „szisztematikusan” lőtték a kórházakat, miközben december végén és január elején nyolcat ért találat. A kormánypárti Szíriai Amerikai Egészségügyi Szervezet szerint ezek között volt egy szülőotthon is Maarat al Numan területén, ahol öten meghaltak, és rengetegen megsebesültek. Az ENSZ kimutatásai szerint az előző hetekben több mint 70.000 ember hagyta el otthonát, és költözött át Idlibbe.

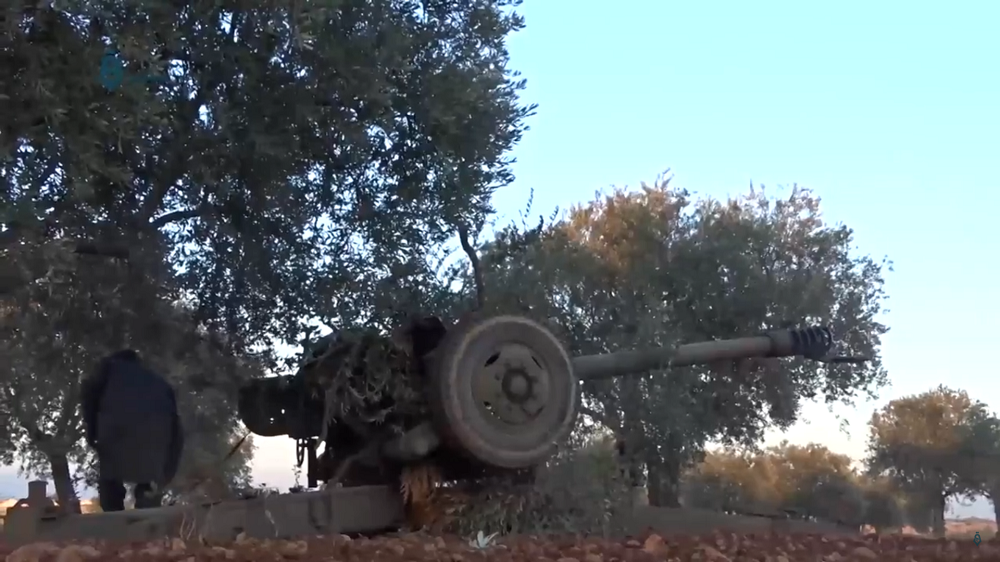
Felkelői csapatok bombázzák az Idlib kormányzóságban a Khuwain falurt hatalmuk alatt tartó kormányerőket.

Január 4-én reggel Idlib kormányzóságban 4 falut foglaltak el. Másnap a Tahrir al-Shammal és a Jaysh al-Izza seregeivel folytatott harcok után a Szíriai Hadsereg további öt falut szerzett meg. Aznap az ISIL két falut foglalt el más felkelői csoportoktól. Al-Nasiriya, Lweibdeh Sharki és Lweibdeh Shamaliyah a január 6-ra virradó éjszaka indított támadások alatt kerültek a Hadsereg kezére. Aznap további három vidéki települést szerzett meg a kormány, így elérték a fontos útkereszteződéseknek helyet adó Szindzsár városát. Délután további két falut is elfoglaltak. Január 7-én délelőtt további három falut foglaltak el. Napközben több települést is bekebeleztek, többek között magát Szindzsárt is. Aznap a felkelők egyik rakétája egy török katonai konvojt támadott meg Idlibben, és attól 20-30 méterre csapódott be Darat Izzah kerületben. Éjszaka az orosz és szíriai gépek támadásában Idlibben legalább 21 polgári személy halt meg. Január 8-án a Szíriai Hadsereg 14 falut elfoglalt, a Fehérsisakosok pedig legalább egy tucatnyi légi támadásról számoltak be, ahol legalább 14-en meghaltak. Január 9-én a Szíriai Hadsereg 15 falut és várost elfoglalt, melyek között ott volt Rahjan is. Január 10-én a Hadsereg elfoglalt 25 falut és várost, melyek között ott volt Idlib kormányzóságban Tell Silmo, Zafar Saghir, Zafar al-Kabir és Rasm Abed, és így elérték az Abu al-Duhúr-i Katonai Légi Bázis szélét. Hamá kormányzóságban elfoglalták a HTS utolsó erősségének számító Um Myal várost is. Így a Hamá kerületbe, Idlib és Aleppó kormányzóságok határán meglévő HTS-terület majdnem teljesen el lett vágva az Idlibben még a kezükön lévő nagyobb régiótól. Emellett nyomás alatt tartotta a nyugaton határos ISIL is.
Január 11-én a felkelői csoportok, többek között a Szabad Szíriai Hadsereghez hű Jaysh al-Izza, Győzelem Hadserege, Szabad Idlibi Hadsereg és az Elit Hadsereg bejelentette, hogy új központot hoznak létre, ahol össze tudják hangolni a működésüket. Emellett bejelentették, hogy új támadást indítanak Hamá északkeleti és Idlib déli része ellen, megtámadják Dél-Idlibben a kormány újonnan elfoglalt területeit. A Hezbollah arról számolt be, hogy a hadsereg és a szövetségesei visszaverték a felkelők egyik „heves támadását.” A felkelők azt nyilatkozták a Reuters-nek, hogy nagyjából 15 falut elfoglaltak, és 60 kormánypárti harcost túszul ejtettek, miközben az SOHR arról számolt be, hogy a felkelők 9 falut és két farmot visszafoglaltak. A jelentések szerint az FSA harcosait friss török felfegyverzett járművekkel szerelték fel. A hadsereg még aznap visszafoglalta az összes, aznap elvesztett területét, kivéve három falut. Azokat másnap szerezték vissza. Aznap a Szíriai Hadsereg az Abu al-Duhúr-i Katonai Repülőtértől keletre elfoglalt három falut, éjszaka pedig heves légi támadást hajtott végre, amiben 11 civil is meghalt, többek között Khan al-Sible településen Dél-Idlibben. Január 14-ig a Szíriai Hadsereg 115 falut foglalt el, és Aleppó déli vidéki részén haladtak az Abu al-Duhúr-i Katonai Légibázis felé. Ekkor már csak egy falu választotta el őket a sereg Idlib keleti felében lévő részétől.
A harcok ideje alatt a polgári lakosok folyamatosan hagyták el idlibbéli lakóhelyeiket. Egy segélyszervezet szerint december utolsó és január első hetén több mint 80.000 ember érkezett a táboraikba. Az ENSZ jelentései szerint a hajléktalanokká váltak száma az év második hetének végére elérte a 100.000-et is. Mindeközben a török határőrök rekord számú, 10.000 embert fogtak el, akik december utolsó 10 napjában át akartak kelni a megerősített határvonalon.
A számos nehéz fegyverzettel felszerelkezett Tahrir al-Sham és Turkomann Iszlám Párt harcosai január 14-én egy nagyszabású támadást indítottak a biztonsági erők ellen, melynek az eredményeképp aznap 5 falut elfoglaltak. Atshan városát a szíriai erők január 15-én visszafoglalták, Abu Omar és Al-Hawa már korábban a kezükre került. A Tigris Erők egy január 16-án kora reggelbe nyúló éjszakai rajtaütést szervezetek Tell Maraq, Umm Elkhalayel, Al-Zarzour és Khuwayn falvakban. Itt hamarosan heves harcok alakultak ki, a Szíriai Hadsereg pedig azt mondta, Khuwayn faluban a katonák ellen klórgázt vetettek be, így orvosi segítséget kellett kérniük. Ugyanezen a napon a Szíriai Hadsereg arról számolt be, hogy az Abu al-Duhúr-i Légi Bázistól északra részlegesen sikerült tüzelő állásokat kialakítaniuk, miután elfoglaltak három falut és egy közeli hegyet. Eközben a Szíriai Hadsereg Aleppótól délnyugatra elfoglalt 5 falut, így már két oldalról ostromolták a légi bázist, és közel jártak ahhoz, hogy körbe kerítsék. Qaytil és Umm Salasil települések Aleppótól délnyugatra a hadsereg és a félkatonai szövetségeseik kezére kerültek, így egyre inkább megközelítették az Idlib kormányzóságban lévő seregeket.

A változó front, miközben a sereg Abu al-Duhúr felé tart. 2017. december 27. – 2018. január 23.

Mivel a felkelők vagy folyamatosan kénytelenek voltak megadni magukat az ISIL-nek, vagy eltűntek az állásaik, a felkelői kiszögellés Idlib, Aleppó és Hamá kormányzóságok találkozásánál rohamosan ment össze. Az ISIL ezen a területen 30 települést foglalt el. Január 19-re a felkelők összes északkelet-hamái területét elfoglalta az ISIL.
A Szíriai Hadsereg január 20-án behatolt az Abu al-Duhúr-i légibázisra és elfoglalt 11 falut, így egy 100 km² területen bekerítették az ISIL csapatait. A repülőteret pár órán belül sikerült is biztosítaniuk. Aznap a Szíriai Hadsereg 10 falut elfoglalt Aleppótól délkeletre, és bekerítette az ISIL egyik nagy területét, mely Idlib, Hamá és Aleppó kormányzóságok egyes részeire terjedt ki. Másnap a Szíriai Hadsereg és a vele szövetséges félkatonai erők Hamá északkeleti részén elfoglaltak újabb két falut az ISIL-től, miközben újabb öt települést szereztek meg más fegyveres ellenzéki csoportoktól Idlib keleti és Aleppó délnyugati felén. A nap további részében két olyan falut szereztek meg, melyeket a felkelők egy ellentámadásban foglaltak el.
Január 22-én a Szíriai Hadsereg a Tahrir al-Sham és a Turkomann Iszlám Párt harcosaival vívott kétnapos csata után elfoglalta Abu l-Duhúrt. A katonaság a repülőtértől északra 7 falut kaparintott meg a felkelőktől és Hamá északkeleti részén további hármat az ISIL-től. Január 23-án a Tahrir al-Sham egy autóbombát robbantott fel egy katonai személy járőrautója mellett, ahol 5 ember meghalt. Aznap több órányi harcot követően a hadsereg elfoglalt egy települést Abu al-Duhúrtól nyugatra. Január 29-én a Szíriai Hadsereg elfoglalta Abu al-Duhúr teljes egészét, és így már biztosítani tudta a repülőtér környékét is.

### A Hadsereg további területszerzése az ISIL területének összeomlása

Az ISIL és a Szíriai Arab Hadsereg előretörése január 31-ig

Január 31-én délelőtt a Szíriai Hadsereg 7 falut és egy légvédelmi bázist foglalt el Idlib kormányzóság keleti felén. Később megszerzett további 9 települést, több hegyet és az al-Seihah mocsarat. Aznap a Szíriai Hadsereg 3 falut elfoglalt Aleppó délnyugati vidékén is. Másnap a hadsereg 3 falut foglalt el az ISIL-től Hamá északkeleti felén, hetet Aleppó délnyugati felén, egy falut pedig Idlib délkeleti szegletén. Február 2-án a Szíriai Hadsereg 7 falut elfoglalt Aleppó délnyugati részén egyet pedig Idlib délkeleti, kevésbé lakott végében.
2018. február 3-án közelebbről nem azonosított milicisták (akiket mint a HTS, mint a Győzelem Hadserege a sajátjainak tekintett) lelőttek egy orosz Szu–25-öt Idlib kormányzóság felett. Maarrat al-Nu'man város környékén, 57 km-re északra Hamá városától. A támadáshoz valószínűleg egy ember által hordozható légvédelmi rendszert használtak. A pilótát, Roman Filipovot miután katapultálva földet ért és tűzharcba keveredett helybéli milicistákkal a „ terroristák kezén lévő Tell-Debes falu közelében”, az orosz védelmi minisztérium szerint megölték. A kelet-idlibi fronton továbbra is folytatódó offenzívára válaszul 11 felkelői csoport bejelentette az Egyesült Műveleti Információs Csoport megalakulását, melynek célja a Szíriai Hadsereg előretörésének megakadályozása. A csoport tagja lett az Ahrar al-Sham, a Faylaq al-Sham és a Nour al-Din al-Zenki is.
2018. február 4-én a Szíriai Hadsereg elfoglalt 4 falut Északkelet-Hamában az ISIL-től. Másnap a hadsereg 15 falut és egy hegyet szerzett meg szintén az ISIL-től, most Északkelet-Hamá mellett Délkelet-Aleppóban is terjeszkedtek. Eközben a hírek szerint a Szíriában állomásoztatott orosz gépek a Szu–25 lelövésével összefüggésben is fokozták a támadásaikat a környéken.
Február 7-én bejelentették, hogy az elmúlt 48 órában a Szíriai Hadsereg 76 várost és falut foglalt el az Iszlám Államtól. Ezzel a jelentős betöréssel a Szíriai Hadsereg az ISIL területeinek 80%-át foglalta, és már csak egy kis részen, összesen 250 km² maradt a szervezet kezén. Február 9-én ezt is elfoglalták, beleértve Suruj városát is, de a bekerített városból több száz milicista kirontott, és a közeli, a felkelők kezén lévő területekre menekültek, és eközben Idlib kormányzóságban elfoglaltak 3 falut. Február 13-án a „Verd Vissza a Megszállókat” felkelői szövetség bejelentette, hogy az ISIL helyi részeit teljesen felszámolták, miután több mint 250 ILSIL-harcos és családja megadta magát Khuwayn faluban.